# Tama Kökarał

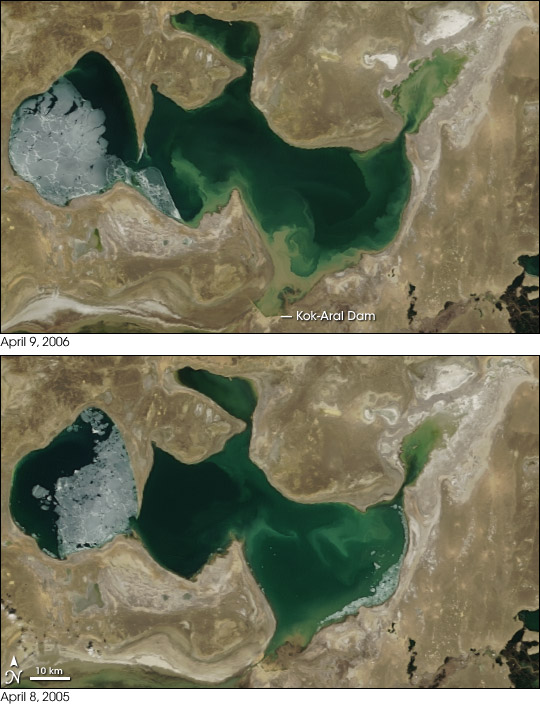
Zdjęcia Jeziora Północnoaralskiego sprzed (na dole) i po ukończeniu tamy (u góry)

Tama Kökarał, także Kokarał, Kok-Arał – sztuczna zapora przegradzająca wody wysychającego od połowy XX wieku Jeziora Aralskiego i rozdzielająca wody jego północnej części, zwanej Jeziorem Małym lub Północnoaralskim od znacznie większej części, położonej na południe od Tamy. Wybudowana na przedłużeniu półwyspu Kökarał (albo Kokarał, stąd nazwa Tamy), niedaleko ujścia rzeki Syr-daria do Jeziora Północnoaralskiego.

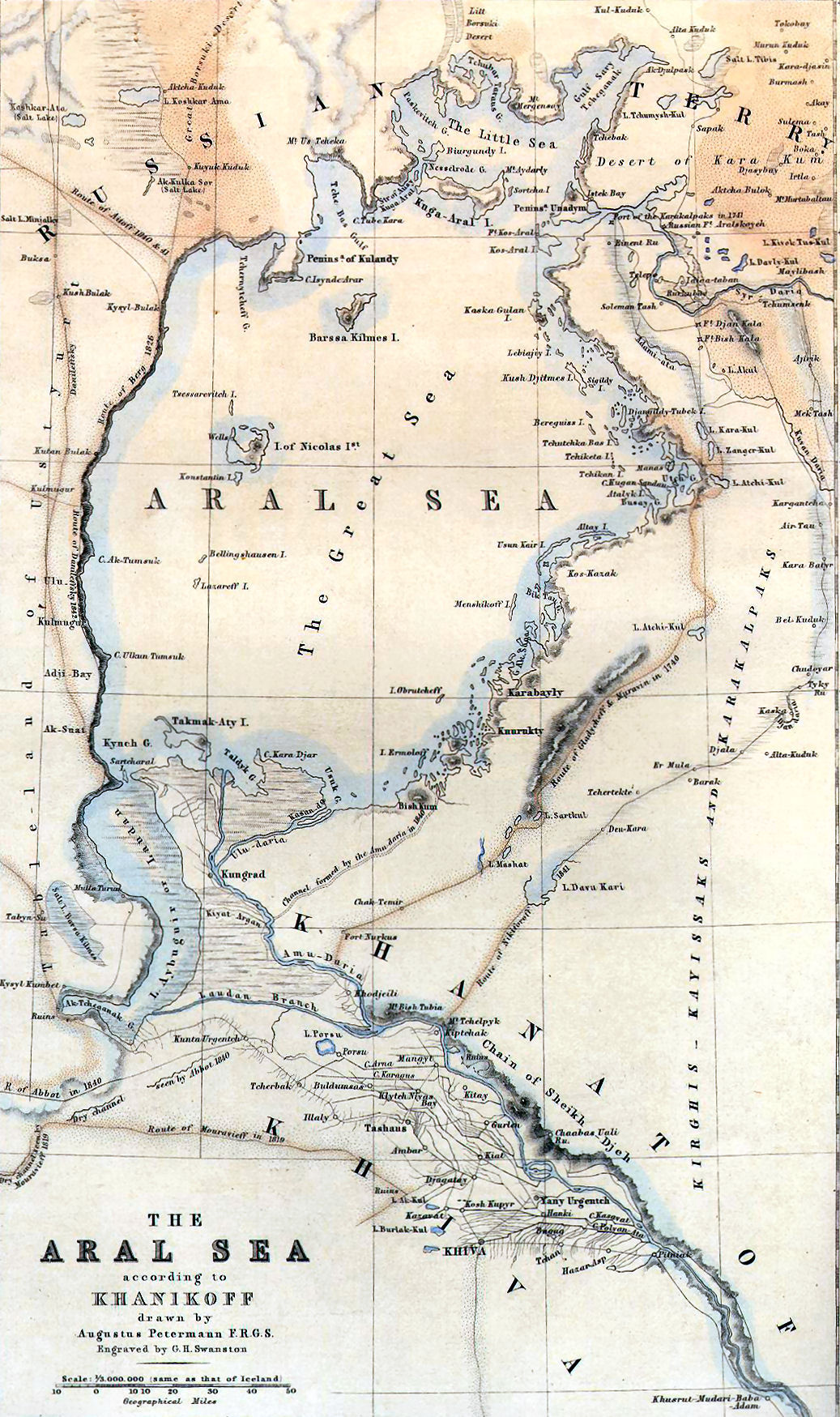
Jezioro Aralskie w połowie XIX wieku, sto lat przed początkiem katastrofy. Na mapie zaznaczony podział na „Małe” i „Wielkie” Jezioro (The Little Sea i The Great Sea); w północnej części widoczna wyspa, późniejszy półwysep Kökarał – tu jako Kuga Aral Island

Pierwszą próbę podniesienia poziomu wód Jeziora Północnoaralskiego podjęto w roku 1992. Sfinansowana ze środków lokalnej społeczności konstrukcja ziemna spowodowała, że wody jeziora zaczęły się szybko podnosić. Brak pieniędzy nie pozwolił jednak na zabezpieczenie tamy przed wymywaniem pod wzrastającym – w wyniku podnoszenia się lustra wody – ciśnieniem hydrostatycznym, i już wiosną 1993 tama uległa zniszczeniu. Próba ta jednak pokazała, że istnieje szansa na uratowanie przynajmniej części Jeziora Aralskiego, dlatego we wrześniu 1996 podjęto jeszcze raz budowę czternastokilometrowej tamy, szerokości 30 metrów. Zaprojektowano w niej specjalne jazy – przepusty, pozwalające na przepływ części wody z północnej do południowej części jeziora. Tak jak poprzednia konstrukcja, tak i ta tama zbudowana była z miejscowych materiałów, głównie z piasku. Ukończona wiosną 1997 roku przetrwała w tej postaci jeszcze rok następny (w tym czasie zaobserwowano bardzo wyraźną poprawę stanu wód północnej części jeziora i otaczającego regionu), a pod jego koniec rozpoczęto prace nad wzmacnianiem tamy betonowymi umocnieniami. Na wiosnę 1999 ciśnienie wód przerwało część tamy na odcinku pięciu kilometrów powodując ponownie spadek poziomu jeziora północnego i przepływ wód na południe, gdzie w większości bezpowrotnie wsiąkły w ziemię i wyparowały.
Pomimo tego niepowodzenia, jeszcze w tym samym roku rozpoczęto poszukiwanie środków na sfinansowanie odbudowy tamy. Rząd Kazachstanu, wspierany przez fundusze z Banku Światowego podjął w 2001 wart ponad 80 milionów dolarów projekt jej rekonstrukcji. Zasadnicza część przedsięwzięcia ukończona została w sierpniu 2005. W krótkim czasie, znacznie szybciej niż się spodziewano, podniósł się poziom wód na północ od tamy, zmniejszyło się także ich zasolenie. Zaczyna się także odradzać życie w jeziorze, co pozwala żywić nadzieje na odbudowę rybołówstwa w tych wodach. Oczekuje się także korzystnych zmian w mikroklimacie regionu, w tym pojawienia się opadów deszczu dających nadzieję na wzrost upraw.
Podniesienie się poziomu wody w jeziorze poskutkowało także powiększeniem się jego powierzchni i odwróceniem tendencji do cofania się linii brzegowej: np. miasto Aralsk, które niegdyś było ważnym portem na brzegu jeziora, a które w wyniku wysychania znajdowało się na początku XXI wieku około 40 kilometrów od brzegu, rok po wybudowaniu tamy odległe jest od jego brzegu już tylko o 25 kilometrów.
Korzystne zmiany w rejonie Jeziora Północnoaralskiego po wybudowaniu Tamy Kökarał oznaczają jednak przyspieszenie postępującej zagłady południowej części Jeziora Aralskiego, która pozbawiona zasilania wodami Syr-Darii wysychać będzie szybciej, niż dotychczas.